# Entoloma subg. Allocybe
Entoloma subg. Allocybe, wie die Gattung Entoloma auch Rötlinge genannt, ist eine Untergattung der Gattung der Rötlinge.
Die Typusart ist der Exzentrische Rötling (Entoloma excentricum).

## Merkmale
Die Fruchtkörper haben einen ritterlingsartigen Habitus und keine hygrophanen Hüte. Die Cheilozystiden sind lang und spindelig bis flaschenförmig.

## Systematik
Im Jahre 1981 beschrieb der niederländische Mykologe Machiel Evert Noordeloos die Untergattung Allocybe. In Europa ist die Untergattung nur mit einer einzigen Art vertreten.
- Exzentrischer Rötling – Entoloma excentricum Bresadola 1881